# Jacques Fleurent
Pour les articles homonymes, voir Fleurent.
Jacques Fleurent né au XXe siècle est un écrivain français.

## Publications
- Armorica, Liv'éditions, 1997, prix de l'Unvaniezh Skrivagnerien Vreizh, Association des Écrivains Bretons en 1998.
- Celteries, Liv'Éditions, 1994.
- La Chiourme, Pierre Jean Oswald, 1975.

## Pour approfondir